# Czepielin
Czepielin – wieś w Polsce położona w województwie mazowieckim, w powiecie siedleckim, w gminie Mordy. Ma status sołectwa.
Wierni Kościoła rzymskokatolickiego należą do parafii Apostołów Szymona i Judy Tadeusza w Czołomyjach.
Miejscowość wzmiankowana w 1408 jako uposażenie parafii w Mordach.
W latach 1975–1998 miejscowość administracyjnie należała do województwa siedleckiego.
We wsi działa założona w 1928 roku jednostka ochotniczej straży pożarnej.  Jednostka jest w posiadaniu pojazdu marki Volvo.
Inna z legend przytoczona przez księdza Byczyńskiego mówi o powstaniu nazw okolicznych miejscowości:
"Znana szeroko legenda odnosi się raczej do wyprawy Leszka Czarnego w 1282 roku, który miał zatrzymać się obozem na wzniesieniu nad jeziorem, za którym znajdowała się osada, ale mając szczupłe siły, modlił się do św. Michała Archanioła, patrona rycerzy chrześcijańskich, o pomoc. Skoro zasnął, we śnie stanął przed nim św. Michał z mieczem ł zapewnił o zwycięstwie. Umocniony tym Leszek wyruszył naprzód i w pobliżu stoczył zwycięską bitwę z Jadźwingami, a miejsce to nazwano "wojną" i powstał Wojnów. Po bitwie rycerze cofnęli się ku zachodowi i spoczęli na piaszczystej polanie, chłodząc uznojone czoła w pobliskich źródłach, więc miejsce to nazwano "Czołomyje". A jeszcze dalej ku zachodowi na dębach powieszano pojmanych wrogów, więc powstała nazwa "Czepielin".(https://archive.ph/20130504011029/http://spmordy.pl/wedrowki/mapa/wojnow/historia/historia.htm za ks. Stanisław Byczyński, ZARYS HISTORII PARAFII MORDY, Siedlce 1998)